# Histoire de l'animation espagnole
 (novembre 2021).
Si vous disposez d'ouvrages ou d'articles de référence ou si vous connaissez des sites web de qualité traitant du thème abordé ici, merci de compléter l'article en donnant les références utiles à sa vérifiabilité et en les liant à la section « Notes et références ».
L'histoire de l'animation espagnole a vraiment commencé avec les nombreux petits films réalisés entre 1908 et 1916 par le pionnier aragonais Segundo de Chomón, grand spécialiste des trucages et des marionnettes — que l'on rapproche souvent de son contemporain Georges Méliès — et qui, de fait, partagea son temps entre la France et l'Espagne. 
Cependant le premier long métrage d'animation espagnol, Garbancito de la Mancha, n'est produit qu'en 1945 par Arturo Moreno, qui lui donnera une suite en 1948 avec Alegres vacaciones. Leur producteur, José María Blay, fera une troisième tentative (malheureuse) avec Los Sueños de Tay-Pi, un film aujourd'hui disparu.

## Histoire

### Les origines (1906-1942)
Le pionnier du cinéma d'animation espagnole est Segundo de Chomón qui travaille en collaboration avec Pathé. 
Le premier film d'animation espagnol enregistré est "El apache de Londres"  un court métrage en noir et blanc de 6 minutes réalisé en 1915 dont aucune copie n'est conservée. Deux ans plus tard, Fernando Marco produirait le phénomène El toro . Mais le véritable promoteur fut Joaquín Xaudaró, qui réalisa entre 1917 et 1921 les films La Formule du docteur Nap , une histoire de policiers et de voleurs dans laquelle le réalisateur lui-même apparaissait au début, Les Aventures de Jim Trot , et, en 1930, Un disciple de caco . 
"La bronca" (1917) et "Cambó i l'autonomia" (1918) sont les plus anciennes animations réalisées en Espagne qui sont conservées à ce jour.

### L'âge d'or (1942-1951)
L'apogée du cinéma d'animation espagnol viendrait après la fin de la guerre civile espagnole avec la création des studios d'animation Chamartín, nés de la fusion entre Hispano Grafic Films et Dibsono Films . Dans la Casa Batllo à Barcelone deux équipes remarquables d'artistes, qui comprenaient l'antre futur concernant la bande dessinée nationale comme concentré José Escobar , Joaquín Muntañola ou José Peñarroya . Cette société a réalisé trois séries de courts métrages qui étaient Don Cleque , Garabatos et Civilón
C'est en 1945, que le premier long-métrage d'animation du pays Garbancito de la Mancha sort sur les écrans.

### La période moderne (1951-2000)
Au début des années 1950, les frères Moro (José Luis et Santiago ) ont commencé à travailler, qui étaient déjà bien connus pour leur travail dans la publicité dans lequel ils ont commencé à réaliser des animations. Ils ont également réalisé les séries Familia Telerín et Cantinflas. Après plusieurs courts métrages, ils réalisent deux longs métrages Cathy la petite chenille et Cathy et les extra-terrestres.
Les séries d'animation du studio BRB Internacional comme Les Trois Mousquetaires ou Le Tour du monde en quatre-vingts jours contribuent à la renommée de l'animation espagnole.
En 1990, le studio barcelonais D'Ocon Films produit Les Fruittis, la première série d'animation espagnole réalisée en numérique réalisée avec l'aide du D'Oc Animation System, le système d'animation informatisé breveté par Antoni D'Ocon. 
Face au succès mondial des Fruittis, D'Ocon enchaîne dans les années 90 les productions et co-productions avec des séries comme Delfy y sus amigos, Basket Fever, Junior le Terrible en coproduction avec Universal Cartoon Studios, Les Petites Sorcières et Engima en coproduction avec Millésime Productions ou Capitaine Fracasse avec Ellipsanime Productions.

## Longs-métrages
- 1945 : Garbancito de la Mancha de José María Blay et Arturo Moreno
- 1948 : Alegres vacaciones de José María Blay, Guido Leoni et Arturo Moreno
- 1949 : Aventuras de Esparadrapo de Ángel de Echenique
- 1950 : Cendrillon (Érase una vez) de Antonio Cirici Pellicer
- 1968 : Dame un poco de amooor... de José María Forqué
- 1971 : El armario del tiempo de Rafael Vara
- 1997 : Megasónicos de Javier González de la Fuente et José Martínez Montero
- 1998 : ¡Qué vecinos tan animales! de Maite Ruiz de Austri
- 1998 : Ahmed, le prince de l'Alhambra (Ahmed, el principe de la Alhambra) de Juan Bautista Berasategi
- 1999 : El Ladrón de sueños de Ángel Alonso
- 2000 : La Isla del cangrejo de Txabi Basterretxea et Joxan Muñoz
- 2000 : Marco Antonio, rescate en Hong Kong de Manuel J. García et Carlos Varela
- 2001 : La forêt enchantée (El bosque animado) de Ángel de la Cruz et Manolo Gómez
- 2001 : La Leyenda del unicornio de Maite Ruiz de Austri
- 2002 : La Colline du Dragon (La colina del dragón) de Ángel Izquierdo
- 2003 : La Légende du Cid (El Cid: La leyenda) de Jose Pozo
- 2003 : Les 3 rois mages (Los reyes magos) de Antonio Navarro
- 2005 : El sueño de una noche de San Juan de Ángel de la Cruz et Manolo Gómez
- 2005 : Gisaku de Baltasar Pedrosa
- 2006 : Cristóbal Molón de Aitor Arregi et Iñigo Berasategui
- 2007 : Donkey Xote de Jose Pozo
- 2007 : Nocturna, la nuit magique (Nocturna) de Adrià García et Víctor Maldonado
- 2007 : De profundis de Miguelanxo Prado
- 2008 : El lince perdido de Raul Garcia et Manuel Sicilia
- 2009 : Planète 51 de Jorge Blanco, Javier Abad et Marcos Martínez
- 2012 : Tad l'explorateur : À la recherche de la cité perdue (Las aventuras de Tadeo Jones) de Enrique Gato
- 2016 : Ozzy, la grande évasion (Ozzy) de Nacho la Casa et Alberto Rodríguez
- 2018 : Tad et le Secret du roi Midas (Tadeo Jones 2: El secreto del rey Midas) de Enrique Gato
- 2019 : Klaus de Sergio Pablos et Carlos Martinéz Lopéz
- 2021 : D'Artagnan et les Trois Mousquetaires (D'Artacán y los tres mosqueperros) de Toni Garcia
- 2022 : Tad l'explorateur et la table d'émeraude (Tadeo Jones 3: La tabla esmeralda) de Enrique Gato

## Courts-métrages
- 1908 : Hôtel électrique (El hotel eléctrico) de Segundo de Chomón
- 2004 : Minotauromaquia de Juan Pablo Etcheverry
- 2005 : La légende de l'épouvantail (La leyenda del espantapájaros) de Marco Besas
- 2009 : La dama y la muerte de Javier Recio Gracia (nommé aux Oscars 2010)
- 2009 : Alma de Rodrigo Blaas

## Séries télévisées
- 1964 : Familia Telerín de Santiago et José Luis Moro
- 1979 : Don Quichotte (Don Quijote de La Mancha) de Cruz Delgado
- 1980 : Rody le petit Cid (Ruy, el pequeño Cid) de Fumio Kurokawa
- 1981 : Les 3 mousquetaires (D'Artacan y los tres mosqueperros) de Luis Ballester, Shigeo Koshi, Hidetaka Saitô et Taku Sugiyama
- 1981 : Le tour du monde en 80 jours (La vuelta al mundo de Willy Fog) de Luis Ballester et Fumio Kurokawa
- 1985 : David le gnome (David el gnomo) de Ernest Reid
- 1986 : Mofli (Mofli el último koala) de Jaime González
- 1988 : Bobobobs de Henk Zwart et Nerida Zwart
- 1990 : Les Fruittis d'Antoni D'Ocon
- 1992 : Delfy y sus amigos d'Antoni D'Ocon
- 1992 : Basket Fever d'Antoni D'Ocon
- 1992 : Professeur Thompson (Las auténticas aventuras del profesor Thompson) de Juan Ramón Pina
- 1994 : 10+2 de Miquel Pujol i Lozano
- 1994 : Detective Bogey de Josep Viciana
- 1995 : Mortadel et Filémon (Mortadelo y Filemón) de Francisco Ibáñez
- 1995 : La Bande à Mozart (La banda de Mozart) de Claudio Biern Boyd
- 1995 : Willy Fog 2 de Claudio Biern Boyd
- 1997 : Les Petites Sorcières (Aprendices de Bruja) de Jean-Yves Raimbaud
- 1997 : Les Trois Petites Sœurs (Las tres mellizas) de Roser Capdevila
- 1999 : La Sorcière Camomille (La bruja aburrida) de Roser Capdevila
- 1999 : Connie la vache (La vaca Connie) de Josep Viciana
- 2000 : Scruff (Rovelló) d'Antoni D'Ocon d'après Josep Vallverdú
- 2001 : Capelito de Rodolfo Pastor
- 2001 : Juanito Jones de Gusti et Ricardo Alcantara
- 2001 : Nicolás
- 2004 : Tom le dinosaure
- 2005 : Pocoyo de David Cantolla et Guillermo Garcia
- 2006 : Iron Kid
- 2006 : Bernard
- 2006 : Lola & Virginia de Myriam Ballesteros
- 2007 : Les Animaliens
- 2007 : Muchachada nui de Raúl Cimas, Julián López, Joaquín Reyes, Ernesto Sevilla et Carlos Areces
- 2011 : Lucky Fred de Myriam Ballesteros
- 2011 : Jokebox de Òscar Dalmau et Òscar Andreu
- 2014 : Misha la gata violeta
- 2016 : Les Enquêtes de Mirette
- 2016 : PINY: Instituto de Nueva York de Víctor M. López et Rubén Zarauza